# Stazione di Bitetto-Palo del Colle
Stazione di Bitetto-Palo del Colle vasútállomás Olaszországban, Bitetto településen.

## Vasútvonalak
Az állomást az alábbi vasútvonalak érintik:
- Bari–Taranto-vasútvonal

## Kapcsolódó állomások
A vasútállomáshoz az alábbi állomások vannak a legközelebb:
- Modugno Campagna railway station ( – 2020. július 26.)
- Stazione di Grumo Appula
- Stazion de Modugno (2020. július 26. – )
- Grumo Appula old railway station